# Baum & Liepmann Wechselbank und Commissions-Geschäft
Baum & Liepmann Wechselbank und Commissions-Geschäft (Baum & Liepmann Bank Wymiany Walut i Firma Prowizyjna) – dom bankowy o kapitale żydowskim działający w Gdańsku w latach 18621907.

## Historia
Powstał na bazie prowadzonego przez Josepha Samuela Bauma (1820–1894) od 1850 kantoru bankowego, którego współwłaścicielem został w 1862 Leopold Liepmann (1833–1897), zaś po jego śmierci, jego syn Franz Liepmann (1873–1917), od 1897 wraz z Hermannem Levinem Fürstem (1848–1907), który był też właścicielem firmy kredytowo-bankowej M. Fürst und Sohn Hypotheken und Bank-Commissions-Geschäft und Generalagentur (1895-1907). W 1907 dom bankowy został przejęty przez gdański oddział królewieckiego banku Nordeutschen Creditanstalt A.G.

## Siedziba
Siedziba banku mieściła się kolejno - przy Langer Markt 28, ob. Długi Targ (1867), Langer Markt 20 (1874), Langer Markt 18 (1892-1899).